# سم رندرس
سم رندرس (انگلیسی: Semm Renders؛ زادهٔ ۱۷ دسامبر ۲۰۰۷) بازیکن فوتبال است که در حال حاضر برای رویال آنتورپ در پست مدافع بازی می‌کند.
وی همچنین در تیم‌های ملی فوتبال زیر ۱۸ سال و زیر ۲۱ سال بلژیک بازی کرده است.

## دوران باشگاهی

### آنتورپ
در اوت ۲۰۲۴، رندرس اولین قرارداد حرفه‌ای خود را با رویال آنتورپ امضا کرد. او اولین بازی حرفه‌ای خود را در سن ۱۶ سالگی توسط مربی آنتورپ، یوناس ده روک تجربه کرد، وقتی که در تاریخ ۶ اکتبر ۲۰۲۴ مقابل سرکل بروژ به عنوان بازیکن تعویضی وارد زمین شد. همچنین در دو بازی بعدی آنتورپ مقابل اود-هاورله لوون و استاندارد لیژ نیز از روی نیمکت به زمین آمد.

## دوران ملی
رندرس اولین حضور خود را در هر رده سنی برای تیم ملی بلژیک با بازی برای زیر ۱۸ سال در پیروزی ۱-۰ مقابل آلمان در اولیوا نوا در تاریخ ۱۵ نوامبر ۲۰۲۴ ثبت کرد.
او سه روز بعد در همان ورزشگاه در شکست ۱-۰ مقابل لهستان به عنوان بازیکن تعویضی وارد زمین شد.